# Artemisia tridentata
La artemisa (Artemisia tridentata) es una especie fanerógama de arbusto o pequeño árbol perteneciente a la familia Asteraceae. 

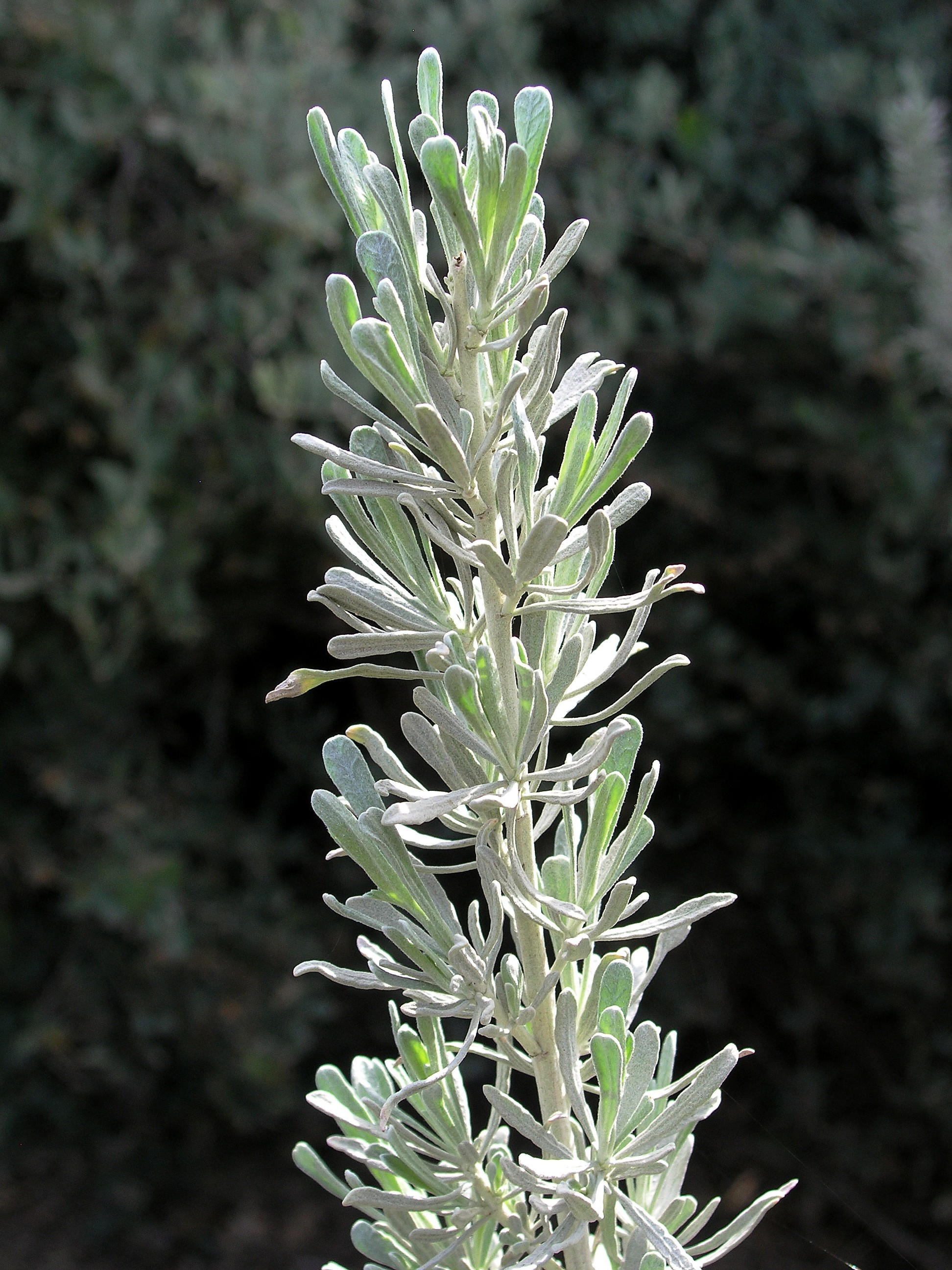
Detalle de las hojas

## Características
Este arbusto puede alcanzar los 3 metros de altura, pero la media está en los 1-2 metros. Tiene una fuerte fragancia, especialmente cuando hay humedad, lo que no es común en su hábitat. Las hojas son de 1-4 cm de longitud y 0,3-1 cm de ancho, las más externas están divididas en tres lóbulos (aunque hojas con 2 o 4 lóbulos no son desconocidas), de ahí su nombre científico de tridentata. Las hojas están cubiertas por una fina pelusa plateada que la reserva del frío y minimiza la pérdida de agua. Como matorral tiende a crecer en áreas donde las precipitaciones de invierno son más grandes que las de verano. Florece a finales del verano y sus flores son de color amarillo producidas en grandes agrupaciones.

## Distribución y hábitat
Es nativa del oeste de los Estados Unidos. Es la principal vegetación en el vasto desierto conocido como Great Basin y crece a lo largo de ríos y otras áreas húmedas.

## Uso medicinal y toxicidad
El aceite esencial de artemisa contiene aproximadamente un 40% l -alcanfor; 20% pineno; 7% cineol; 5% metacroleína; 12% y un terpineno-, d -alcanfor , y sesqiterpenoides.
La artemisa fue utilizada como hierba medicinal por los nativos americanos en el oeste de Norteamérica para prevenir la infección en las heridas. Una tisana hecha de artemisa se ingería para detener una hemorragia interna causada por heridas de guerra y el parto. Para el tratamiento de los resfriados , artemisa fue utilizada en una tisana caliente o un baño de vapor. Los Navajos utilizaban los vapores de la artemisa como tratamiento para el dolor de cabeza. Los Paiutes lo utilizaban para tratar dolores de cabeza y los resfriados por la quema de artemisa y la inhalación del humo. Los Washos, Zuñis y Cahuillas utilizaban el humo para purificar y desinfectar las habitaciones. Los Okanagan y Colvilles solían fumar la artemisa para fumar.
Los aceites de la planta son tóxicos para el hígado y el sistema digestivo de los seres humanos si se toma internamente, por lo que se debe tener cuidado durante cualquier forma de uso interno. Por lo general, los síntomas tóxicos desaparecerán 24-48 horas después de la ingestión de la planta.

## Taxonomía
Artemisia tridentata fue descrita por Thomas Nuttall y publicado en Transactions of the American Philosophical Society, new series, 7: 398. 1841.
Etimología
Hay dos teorías en la etimología de Artemisia: según la primera, debe su nombre a Artemisa, hermana gemela de Apolo y diosa griega de la caza y de las virtudes curativas, especialmente de los embarazos y los partos. Según la segunda teoría, el género fue otorgado en honor a Artemisia II, hermana y mujer de Mausolo, rey de la Caria, 353-352 a. C., que reinó después de la muerte del soberano. En su homenaje se erigió el Mausoleo de Halicarnaso, una de las siete maravillas del mundo. Era experta en botánica y en medicina.
tridentata: epíteto latino que significa "con tres dientes.
Subespecies
Hay cinco subespecies:
- Artemisia tridentata subsp. parishii (A.Gray) H.M.Hall & Clem. (sin. A. parishii A.Gray, A. tridentata var. parishii (A.Gray) Jeps.)
- Artemisia tridentata subsp. tridentata
- Artemisia tridentata subsp. vaseyana (Rydb.) Beetle (sin. A. tridentata var. vaseyana (Rydb.) B.Boivin, A. vaseyana Rydb.)
- Artemisia tridentata subsp. wyomingensis Beetle & A.L.Young (sin. A. tridentata var. wyomingensis (Beetle & A.L.Young) S.L.Welsh)
- Artemisia tridentata subsp. xericensis Winward ex Rosentr. & R.G.Kelsey[8]